# Kastráki (Tríkala)
Pour les articles homonymes, voir Kastráki.
Kastráki (grec moderne : Καστράκι) est une localité située dans le dème des Météores, dans le district régional de Tríkala, dans la périphérie de Thessalie, en Grèce.
Selon le recensement de 2021, elle compte 1 023 habitants.